# 대정초등학교 (충남)
대정초등학교는 대한민국 충청남도 홍성군에 있는 공립 초등학교이다.

## 학교 연혁
- 1935.05.10 구항공립보통학교부설 대정간이학교 설립
- 1943.03.31 구항공립보통학교 대정분교장으로 개편
- 1948.04.20 대정공립국민학교로 승격(개교)
- 1982.03.01 대정국민학교 병설유치원 및 개원
- 1995.03.02 학교 급식 실시
- 1996.03.01 대정초등학교로 개칭
- 1997.03.01 특수학급 1학급 인가
- 2006.03.01 초등학교 6학급, 특수학급 1학급 편성
- 2007.03.01 군지정 연구시범학교
- 2008.03.01 도지정 방과후학교 시범학교 운영
- 2009.03.01 도지정 흡연예방교육 선도학교 운영
- 2010.03.01 군지정 건강증진 선도학교 운영
- 2014.02.14 제66회 졸업 - 총 4,002명 졸업
- 2015.02.13 제67회 졸업 - 총 4,011명 졸업
- 2015.03.02 초등학교 7학급(학습도움실), 유치원 1학급

## 참고 자료
- 대정초등학교 - 한국교육학술정보원 학교알리미